# 新篠津村
新篠津村（日语：／ Shinshinotsu mura */?）是位于北海道石狩振興局北部的一個村落，也是振興局內人口最少的村莊。東部與石狩川相鄰，對岸為岩見澤市的北村地區，全村位於石狩平原內。當地以農業為主，境內大多為稻田。
由於新篠津村於1896年從篠津村（現已合併為江別市）分村成立，因此命名為「新篠津」。「篠津」則是源自阿伊努語的「si-nucim」（與主流一樣深的緩慢支流）或「si-no-to」（像湖泊一樣的大平原）。或「sir-not」（山突出的地方）。

## 人口
| 新篠津村人口分布圖 |                                                 |  |
| 新篠津村與日本全國年齡別人口分布比較圖 （2005年資料） | 新篠津村的年齡、男女別人口分布圖 （2005年資料） |  |
| ■紫色是新篠津村 ■綠色是全国 | ■藍色是男性 ■紅色是女性                         |  |
| 新篠津村人口變化 \| 1970年 \| 4,818人 \| \| \| 1975年 \| 4,216人 \| \| \| 1980年 \| 4,144人 \| \| \| 1985年 \| 4,074人 \| \| \| 1990年 \| 3,811人 \| \| \| 1995年 \| 3,994人 \| \| \| 2000年 \| 3,940人 \| \| \| 2005年 \| 3,737人 \| \| \| 2010年 \| 3,519人 \| \| \| 2015年 \| 3,329人 \| \| \| 2020年 \| 3,044人 \| \| |                                                 |  |
| 資料來源：日本總務省統計中心提供之人口普查數據 |                                                 |  |
| 1970年 | 4,818人                                         |  |
| 1975年 | 4,216人                                         |  |
| 1980年 | 4,144人                                         |  |
| 1985年 | 4,074人                                         |  |
| 1990年 | 3,811人                                         |  |
| 1995年 | 3,994人                                         |  |
| 2000年 | 3,940人                                         |  |
| 2005年 | 3,737人                                         |  |
| 2010年 | 3,519人                                         |  |
| 2015年 | 3,329人                                         |  |
| 2020年 | 3,044人                                         |  |

## 歷史
- 1896年：從篠津村（日语：篠津 (江別市)）（現已合併為江別市）分村成立。[2]
- 1915年4月1日：成為北海道二級村。[4]

## 交通

### 鐵路
轄區內無鐵路通過，以往距離最近的車站位於轄區西北側邊界外300公尺的札沼線石狩金澤車站。石狩金澤車站已於2020年隨札沼線北海道醫療大學站與新十津川站之間的路段廢線而廢站。

### 道路
一般國道
町內無國道通過，距離最近的國道是位於挾區西北側邊界外100公尺的國道275號。
| 主要地方道 - 北海道道81號岩見澤石狩線 - 北海道道139號江別奈井江線 | 道道 - 北海道道751號新篠津金沢線 - 北海道道887號中原金澤線 - 北海道道1121號月形幌向線 |

### 客運
- 新篠津村營巴士（日语：新篠津村営バス）
- 新篠津交通（日语：新篠津交通）

## 教育
中學校
- 新篠津村立新篠津中學校（日语：新篠津村立新篠津中学校）

小學校
- 新篠津村立新篠津小學校（日语：新篠津村立新篠津小学校）

特殊學校
- 北海道新篠津高等養護學校

## 姊妹、友好都市

### 日本
- 上湧別町（北海道紋別郡）

## 外部連結
- （日語）新篠津村商工會